# Jüdischer Friedhof (Zlonice)

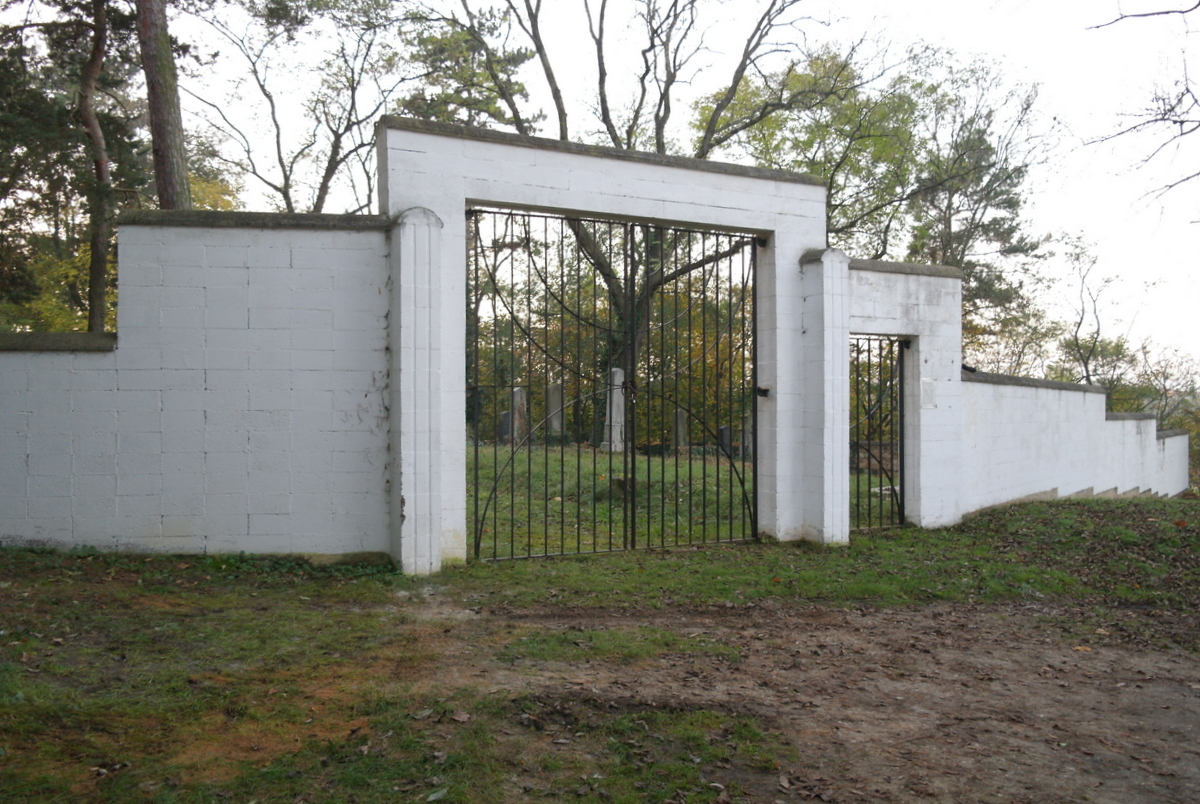
Eingang zum jüdischen Friedhof in Zlonice

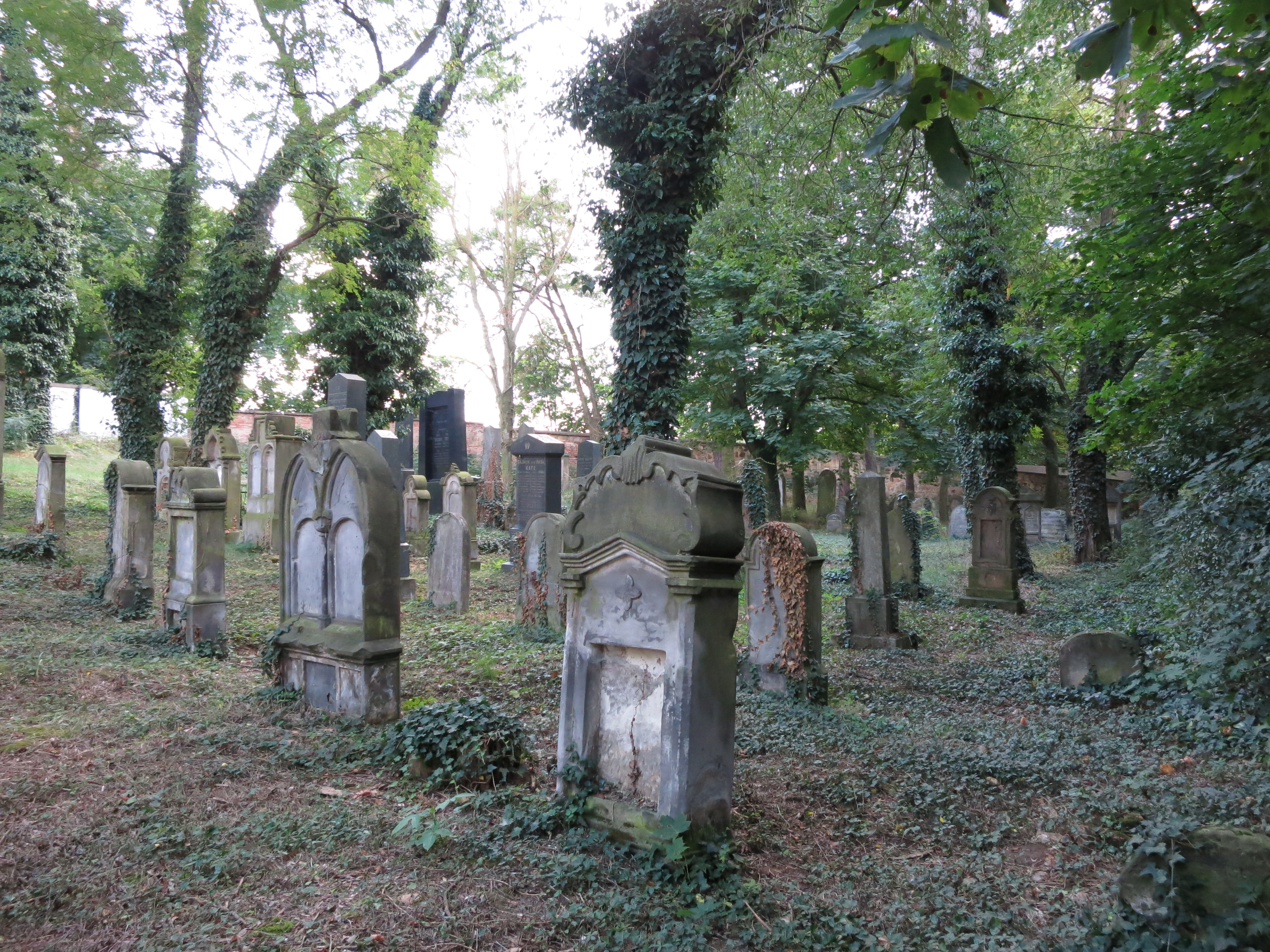
Grabsteine

Der Jüdische Friedhof in Zlonice, einer tschechischen Gemeinde im Okres Kladno in der Mittelböhmischen Region, wurde vermutlich Anfang des 18. Jahrhunderts angelegt. Der jüdische Friedhof südlich des Ortes ist seit 1996 ein geschütztes Kulturdenkmal.
Auf dem 1709 Quadratmeter großen Friedhof sind heute noch circa 100 Grabsteine vorhanden. Das Taharahaus ist erhalten.